# オラツィオ・ベネヴォリ
オラツィオ・ベネヴォリ（Orazio Benevoli, 1605年4月19日 – 1672年6月17日）はイタリア初期バロック音楽の重要な作曲家。
ローマでフランス人の家庭に生まれる。地元ローマで訓練を積んでから、1624年から1643年まで市内のさまざまな教会で楽長として活躍した。1644年から1645年までウィーンに滞在して、オーストリア宮廷楽団に加わる。旧説では、この間に53声部の《ザルツブルクのミサ》を作曲したと推測されてきたが、現在この楽曲はベネヴォリの真作ではなく、ハインリヒ・イグナツ・フォン・ビーバーかアンドレアス・ホーファーが17世紀に作曲したと推定されている。1646年以降にローマに戻り、バチカンで聖歌隊長を務めた。
約20曲のミサ曲や数々のモテットと詩篇唱を遺している。しばしば合唱や器楽アンサンブルを4部かそれ以上に分割し、複雑なポリフォニー書法を巧みに駆使して、分割合唱様式による大掛かりな宗教曲を残した。ローマ楽派の巨大バロック様式を代表する一人と見なされている。